# ¡Mira quién baila!
¡Mira quién baila! (conocido como ¡Más que baile! en su octava temporada, emitida en Telecinco) fue un programa de televisión emitido en La 1 en el cual un conjunto de famosos compite entre sí en un concurso de baile de varios estilos, siendo entrenados durante varias semanas por profesores de baile. Todos compiten por un premio que obtiene el ganador de cada gala y es entregado a diversas organizaciones benéficas. Se trata de una adaptación del popular formato británico Strictly Come Dancing emitido en la BBC, el cual cuenta con adaptaciones por todo el mundo bajo la marca Bailando con las estrellas.
En varias ocasiones, se han llevado a cabo otras versiones del formato original. Así, en 2018, La 1 de Televisión Española desarrolló la primera edición de Bailando con las estrellas, contando con Roberto Leal y Rocío Muñoz Morales como presentadores, mientras que Telecinco recuperó la misma marca Telecinco para la producción de una segunda edición en 2024, esta vez con Jesús Vázquez y Valeria Mazza como maestros de ceremonias. Del mismo modo, La 1 estrenaría también en 2024 un formato similar bajo la marca Baila como puedas, presentado por Anne Igartiburu.

## Historia
El programa, producido por Gestmusic, se estrenó en La 1 de Televisión Española el 13 de junio de 2005, presentado entonces por Anne Igartiburu se emitió durante siete temporadas entre 2005 y 2009 en la televisión pública.
Entonces, el formato fue adquirido por Telecinco, preparándose una nueva edición en 2010 que sería presentada por Pilar Rubio. Sin embargo, Televisión Española exigió a Telecinco a finales de 2009 que dejara de emplear la marca ¡Mira quién baila! y la denominación MQB, un acrónimo que la pública explotó comercialmente durante las últimas temporadas en las que emitió el formato en La 1. La justicia hizo que Telecinco dejara de emplear la marca, pero permitió el uso del acrónimo MQB, surgiendo entonces la efímera marca ¡Más que baile!, utilizada durante durante la octava y única edición del programa emitida en Telecinco.
Las etapas de La 1 se grabaron desde los estudios de TVE Cataluña, San Cugat del Vallés. En cambio la etapa de Telecinco se grabó en los estudios Picasso de Madrid.
El 20 de diciembre de 2013, el portal televisivo Fórmula TV dio a conocer la noticia de que habría una novena edición del formato, segunda en Telecinco. Sin embargo unos días más tarde la cadena anunció que de momento no estaba en sus planes recuperar el programa para principios de 2014, debido a que no iba a enfrentarse con el de TVE y ¡A bailar!, el nuevo programa de baile de Antena 3.
Más tarde, el 25 de diciembre de 2013, La 1 anunció a través de una de sus promociones el regreso del programa a la cadena pública para 2014 recuperando la marca ¡Mira quién baila! y con Jaime Cantizano como presentador, por lo que la novena edición del formato se emitió en RTVE.

## Temporadas
| Temporada | Temporada | Cadena    | Estreno                  | Final                   | Ganador/a      | Aud          | Aud   | Aud |
| Temporada | Temporada | Cadena    | Estreno                  | Final                   | Ganador/a      | Espectadores | Cuota |     |
| --------- | --------- | --------- | ------------------------ | ----------------------- | -------------- | ------------ | ----- | --- |
|           | 1         | La 1      | 13 de junio de 2005      | 10 de octubre de 2005   | Claudia Molina | 4 259 000    | 27,9% |     |
|           | 2         | La 1      | 17 de octubre de 2005    | 13 de febrero de 2006   | David Civera   | 4 320 000    | 25,7% |     |
|           | 3         | La 1      | 20 de febrero de 2006    | 19 de junio de 2006     | Rosa López     | 4 023 000    | 25,6% |     |
|           | 4         | La 1      | 11 de septiembre de 2006 | 18 de diciembre de 2006 | Estela Giménez | 3 401 000    | 22,3% |     |
|           | 5         | La 1      | 15 de enero de 2007      | 23 de abril de 2007     | Manuel Sarriá  | 3 247 000    | 20,0% |     |
|           | 6         | La 1      | 17 de septiembre de 2007 | 17 de diciembre de 2007 | Nani Gaitán    | 2 501 000    | 16,2% |     |
|           | 7         | La 1      | 22 de septiembre de 2008 | 16 de febrero de 2009   | Manuel Bandera | 3 216 000    | 19,5% |     |
|           | 8         | Telecinco | 10 de febrero de 2010    | 18 de mayo de 2010      | Belén Esteban  | 2 866 000    | 17,6% |     |
|           | 9         | La 1      | 27 de enero de 2014      | 21 de abril de 2014     | Miguel Abellán | 1 822 000    | 11,5% |     |

## Equipo

### Presentadores
| Canal           | La 1 | La 1      | La 1 | La 1 | La 1 | La 1 | La 1      |      | La 1 |
| Edición         | 1    | 2         | 3    | 4    | 5    | 6    | 7         | 8    | 9    |
| Año             | 2005 | 2005-2006 | 2006 | 2006 | 2007 | 2007 | 2008-2009 | 2010 | 2014 |
| --------------- | ---- | --------- | ---- | ---- | ---- | ---- | --------- | ---- | ---- |
| Anne Igartiburu |      |           |      |      |      |      |           |      |      |
| Pilar Rubio     |      |           |      |      |      |      |           |      |      |
| Jaime Cantizano |      |           |      |      |      |      |           |      |      |

## Primera edición (2005)

### Concursantes
| Concursantes    | Ocupación                         | Clasificación    |
| --------------- | --------------------------------- | ---------------- |
| Claudia Molina  | Actriz                            | Ganadora         |
| María del Monte | Cantante y presentadora de TV     | 2.ª clasificada  |
| Àlex Casademunt | Cantante, concursante de OT 2001  | 3.er clasificado |
| Fernando Romay  | Jugador de baloncesto             | 4.º clasificado  |
| Ángel Garó      | Actor y humorista                 | 4.º eliminado    |
| Alonso Caparrós | Presentador de televisión         | 3.er eliminado   |
| Lara Dibildos   | Actriz y presentadora de TV       | 2.ª eliminada    |
| Juncal Rivero   | Actriz y modelo, Miss España 1984 | 1.ª eliminada    |

### Galas
| Programa  | Día de emisión           | Espectadores | Porcentaje |
| --------- | ------------------------ | ------------ | ---------- |
| 1         | 13 de junio de 2005      | 5 243 000    | 31,6%      |
| 2         | 20 de junio de 2005      | 4 144 000    | 25,2%      |
| 3         | 27 de junio de 2005      | 4 353 000    | 28,0%      |
| 4         | 4 de julio de 2005       | 4 129 000    | 28,2%      |
| 5         | 11 de julio de 2005      | 3 668 000    | 26,5%      |
| 6         | 18 de julio de 2005      | 4 128 000    | 30,7%      |
| 7         | 25 de julio de 2005      | 4 096 000    | 31,4%      |
| 8         | 5 de septiembre de 2005  | 3 378 000    | 23,7%      |
| 9         | 12 de septiembre de 2005 | 4 161 000    | 27,4%      |
| 10        | 19 de septiembre de 2005 | 4 025 000    | 24,9%      |
| 11        | 26 de septiembre de 2005 | 4 152 000    | 25,4%      |
| Semifinal | 3 de octubre de 2005     | 4 691 000    | 28,4%      |
| Final     | 10 de octubre de 2005    | 5 205 000    | 31,6%      |

## Segunda edición (2005-2006)

### Concursantes
| Concursantes          | Ocupación                             | Clasificación         |
| --------------------- | ------------------------------------- | --------------------- |
| David Civera          | Cantante                              | Ganador (61%)         |
| Pablo Martín          | Modelo, Míster España 2001            | 2.º clasificado (39%) |
| Belinda Washington    | Actriz y presentadora de TV           | 3.ª clasificada       |
| Gema Ruiz             | Exmujer de Francisco Álvarez-Cascos   | 5.ª eliminada         |
| María José Suárez     | Modelo, Miss España 1996              | 4.ª eliminada         |
| Óscar Ladoire         | Actor                                 | 3.er eliminado        |
| Carmen Sevilla-       | Presentadora de TV, actriz y cantante | 2.ª eliminada         |
| Martín Pareja-Obregón | Torero                                | 1.er eliminado        |

### Estadísticas semanales
|         | Gala 1  | Gala 2  | Gala 3  | Gala 4   | Gala 5   | Gala 6  | Gala 7   | Gala 8   | Gala 9   | Gala 10 | Gala 11   | Gala 12   | Gala 13   | Gala 14   | Semifinal | Final         |
| ------- | ------- | ------- | ------- | -------- | -------- | ------- | -------- | -------- | -------- | ------- | --------- | --------- | --------- | --------- | --------- | ------------- |
| David   | GANA %  | GANA %  | GANA %  | GANA 33% | GANA 31% | No pasa | GANA 33% | GANA 26% | GANA     | No pasa | Salvado   | Salvado   | Salvado   | Salvado   | Salvado   | Ganador       |
| Pablo   | No pasa | No pasa | GANA %  | No pasa  | GANA %   | GANA %  | 27%      | No pasa  | 27%      | No pasa | Nominado  | Nominado  | Nominado  | Nominado  | Nominado  | 2.º finalista |
| Belinda | 21%     | No pasa | %       | No pasa  | No pasa  | %       | No pasa  | No pasa  | GANA 32% | 26%     | Salvada   | Salvada   | Salvada   | Salvada   | Nominada  | 3.ª finalista |
| Gema    | 18%     | No pasa | No pasa | No pasa  | 22%      | %       | No pasa  | 24%      | No pasa  | No pasa | Salvada   | Salvada   | Nominada  | Nominada  | Expulsada |               |
| Mª José | 23%     | 23%     | %       | 28%      | No pasa  | %       | 21%      | 25%      | 25%      | 25%     | Salvada   | Nominada  | Salvada   | Expulsada |           |               |
| Óscar   | No pasa | 21%     | No pasa | 20%      | No pasa  | No pasa | No pasa  | No pasa  | No pasa  | No pasa | Nominado  | Salvado   | Expulsado |           |           |               |
| Carmen  | No pasa | No pasa | %       | No pasa  | No pasa  | No pasa | No pasa  | No pasa  | No pasa  | 21%     | Salvada   | Expulsada |           |           |           |               |
| Martín  | No pasa | 20%     | No pasa | 19%      | 21%      | No pasa | 19%      | No pasa  | No pasa  | %       | Expulsado |           |           |           |           |               |

     Ganador/a
     2.ºFinalista
     3.ºFinalista
     Vencedor/a de la gala.
     Pasa a la 2.ª fase por el jurado.
     No pasa a la 2.ª fase por el jurado.
     Salvado por el público.
     Nominación definitiva.
     Expulsión definitiva.

### Galas
| Programa  | Día de emisión          | Espectadores | Cuota |
| --------- | ----------------------- | ------------ | ----- |
| 1         | 17 de octubre de 2005   | 4 552 000    | 27,1% |
| 2         | 24 de octubre de 2005   | 4 701 000    | 28,2% |
| 3         | 31 de octubre de 2005   | 3 741 000    | 24,7% |
| 4         | 7 de noviembre de 2005  | 4 167 000    | 25,3% |
| 5         | 14 de noviembre de 2005 | 4 765 000    | 27,3% |
| 6         | 21 de noviembre de 2005 | 4 508 000    | 26,5% |
| 7         | 28 de noviembre de 2005 | 4 313 000    | 26,2% |
| 8         | 5 de diciembre de 2005  | 4 246 000    | 26,2% |
| 9         | 12 de diciembre de 2005 | 4 355 000    | 24,9% |
| 10        | 19 de diciembre de 2005 | 4 250 000    | 26,0% |
| 11        | 9 de enero de 2006      | 4 079 000    | 23,7% |
| 12        | 16 de enero de 2006     | 4 099 000    | 24,5% |
| 13        | 23 de enero de 2006     | 4 205 000    | 25,1% |
| 14        | 30 de enero de 2006     | 4 098 000    | 23,6% |
| Semifinal | 6 de febrero de 2006    | 4 113 000    | 24,0% |
| Final     | 13 de febrero de 2006   | 4 804 000    | 28,8% |

| Gala Nochevieja 2005 Artistas: María del Monte, Juncal Rivero, Lara Dibildos, Alonso Caparrós, Fernando Romay, Claudia Molina, Ángel Garó, Álex Casademunt, Nieves Herrero, Pilar Rahola, Coral Bistuer, Gemma Mengual, David Meca, Boris Izaguirre, Sergio Dalma, Carlos Baute, David Bustamante, Pastora Soler, Rosana, El Sueño de Morfeo, Las Niñas, Antonio Orozco, 3+2 y Nuria Fergó.

## Tercera edición (2006)

### Concursantes
| Concursantes       | Ocupación                            | Clasificación         |
| ------------------ | ------------------------------------ | --------------------- |
| Rosa López         | Cantante, ganadora de OT 2001        | Ganadora (62%)        |
| Milene Domingues   | Futbolista                           | 2.ª clasificada (38%) |
| David Meca         | Nadador de aguas abiertas            | 3.er clasificado      |
| Michel Olivares    | Modelo                               | 5.º eliminado         |
| Miriam Díaz-Aroca  | Actriz y presentadora de TV          | 4.ª eliminada         |
| Pedro Reyes        | Actor y humorista                    | 3.er eliminado        |
| Emma Ozores        | Actriz                               | 2.ª eliminada         |
| Manuel de la Calva | Cantante, integrante de Dúo Dinámico | 1.er eliminado        |

### Estadísticas semanales
|        | Gala 1   | Gala 2   | Gala 3  | Gala 4   | Gala 5   | Gala 6  | Gala 7   | Gala 8   | Gala 9       | Gala 10  | Gala 11  | Gala 12   | Gala 13   | Gala 14   | Gala 15   | Semifinal | Final          |
| ------ | -------- | -------- | ------- | -------- | -------- | ------- | -------- | -------- | ------------ | -------- | -------- | --------- | --------- | --------- | --------- | --------- | -------------- |
| Rosa   | GANA 38% | GANA 36% | No pasa | GANA 33% | GANA 31% | No pasa | GANA 33% | GANA 26% | No pasa      | GANA 28% | No pasa  | Salvada   | Salvada   | Salvada   | Salvada   | Salvada   | Ganadora       |
| Milene | No pasa  | No pasa  | GANA %  | 28%      | No pasa  | No pasa | 27%      | No pasa  | No pasa      | No pasa  | GANA 35% | Salvada   | Salvada   | Salvada   | Salvada   | Nominada  | 2.ª finalista  |
| David  | 21%      | No pasa  | %       | No pasa  | 26%      | GANA %  | No pasa  | No pasa  | GANA 32%     | 26%      | No pasa  | Salvado   | Salvado   | Salvado   | Nominado  | Nominado  | 3.er finalista |
| Michel | 18%      | No pasa  | No pasa | No pasa  | 22%      | %       | No pasa  | 24%      | %            | No pasa  | No pasa  | Nominado  | Nominado  | Nominado  | Nominado  | Expulsado |                |
| Miriam | 23%      | 23%      | %       | No pasa  | 21%      | No pasa | 21%      | 25%      | No participa | 25%      | %        | Salvada   | Salvada   | Nominada  | Expulsada |           |                |
| Pedro  | No pasa  | 21%      | No pasa | 20%      | No pasa  | %       | No pasa  | No pasa  | %            | No pasa  | %        | Nominado  | Nominado  | Expulsado |           |           |                |
| Emma   | No pasa  | No pasa  | %       | 19%      | No pasa  | No pasa | No pasa  | 24%      | No pasa      | 21%      | No pasa  | Salvada   | Expulsada |           |           |           |                |
| Manuel | No pasa  | 20%      | No pasa | No pasa  | No pasa  | %       | 19%      | No pasa  | %            | No pasa  | %        | Expulsado |           |           |           |           |                |

     Ganador/a
     2.º Finalista
     3.º Finalista
     Vencedor/a de la gala.
     Pasa a la 2.ª fase por el jurado.
     No pasa a la 2.ª fase por el jurado.
     Salvado por el público.
     Nominación definitiva.
     Expulsión definitiva.

### Galas
| Programa  | Día de emisión        | Espectadores | Cuota |
| --------- | --------------------- | ------------ | ----- |
| 1         | 20 de febrero de 2006 | 5 026 000    | 29,2% |
| 2         | 27 de febrero de 2006 | 4 485 000    | 25,8% |
| 3         | 6 de marzo de 2006    | 4 513 000    | 26,9% |
| 4         | 20 de marzo de 2006   | 4 296 000    | 26,8% |
| 5         | 27 de marzo de 2006   | 4 397 000    | 26,4% |
| 6         | 3 de abril de 2006    | 3 820 000    | 24,0% |
| 7         | 10 de abril de 2006   | 3 939 000    | 25,7% |
| 8         | 17 de abril de 2006   | 4 062 000    | 26,1% |
| 9         | 24 de abril de 2006   | 3 814 000    | 24,2% |
| 10        | 1 de mayo de 2006     | 3 782 000    | 24,7% |
| 11        | 8 de mayo de 2006     | 3 883 000    | 24,2% |
| 12        | 15 de mayo de 2006    | 3 871 000    | 25,7% |
| 13        | 22 de mayo de 2006    | 4 014 000    | 25,4% |
| 14        | 29 de mayo de 2006    | 3 813 000    | 25,2% |
| 15        | 5 de junio de 2006    | 3 697 000    | 24,3% |
| Semifinal | 12 de junio de 2006   | 3 593 000    | 23,6% |
| Final     | 19 de junio de 2006   | 3 248 000    | 21,7% |

## Cuarta edición (2006)

### Concursantes
| Concursantes           | Ocupación                           | Clasificación    |
| ---------------------- | ----------------------------------- | ---------------- |
| Estela Giménez         | Gimnasta olímpica                   | Ganadora (53%)   |
| Juan Alfonso Baptista  | Actor                               | 2.º clasificado  |
| Guillermo Martín-      | Cantante, concursante OT 2005       | 3.er clasificado |
| Carmen Martínez-Bordiú | Aristócrata                         | 7.ª eliminada    |
| Felisuco               | Humorista y presentador             | 6.º eliminado    |
| Antonia Dell’Atte      | Modelo y presentadora de TV         | 5.ª eliminada    |
| Rosario Mohedano       | Cantante                            | 4.ª eliminada    |
| María Reyes            | Modelo, Miss España 1995            | 3.ª eliminada    |
| Salvador Guerrero      | Actor                               | 2.º eliminado    |
| Juan Salazar           | Cantante, miembro de Los Chunguitos | 1.er eliminado   |

### Galas
| Programa  | Día de emisión           | Espectadores | Cuota |
| --------- | ------------------------ | ------------ | ----- |
| 1         | 11 de septiembre de 2006 | 3 559 000    | 24,5% |
| 2         | 18 de septiembre de 2006 | 3 439 000    | 23,1% |
| 3         | 25 de septiembre de 2006 | 3 218 000    | 21,7% |
| 4         | 2 de octubre de 2006     | 3 504 000    | 23,3% |
| 5         | 9 de octubre de 2006     | 3 242 000    | 21,1% |
| 6         | 16 de octubre de 2006    | 3 414 000    | 21,6% |
| 7         | 23 de octubre de 2006    | 3 448 000    | 21,4% |
| 8         | 30 de octubre de 2006    | 3 221 000    | 22,3% |
| 9         | 6 de noviembre de 2006   | 3 297 000    | 22,0% |
| 10        | 13 de noviembre de 2006  | 3 182 000    | 20,9% |
| 11        | 20 de noviembre de 2006  | 3 429 000    | 21,9% |
| 12        | 27 de noviembre de 2006  | 3 533 000    | 23,1% |
| 13        | 4 de diciembre de 2006   | 3 316 000    | 21,3% |
| Semifinal | 11 de diciembre de 2006  | 3 451 000    | 21,6% |
| Final     | 18 de diciembre de 2006  | 3 776 000    | 24,2% |

| Gala Nochevieja 2006 Artistas: Isabel Pantoja, David Bustamante, Diego Torres, Antonio Carmona, Antonio Orozco, Carlos Baute, David DeMaría, Estrella Morente, David Civera, Rosa López, Manuel Carrasco, Roser, Beth, Edurne, Malú, Pasión Vega, Carmen Janeiro, Víctor Janeiro, El Arrebato, Sylvia Pantoja, Juan Carlos Cerezo, Charo Reina, Rosario Pardo, Jacqueline de la Vega, José Manuel Soto, Gema Ruiz, Carmen Sevilla, Belinda Washington, Pablo Martín, Emma Ozores, Miriam Díaz Aroca, Álvaro Bultó, Carmen Martínez Bordiú, José Campos, Xavier Deltell, José Galisteo y Lorena Gómez.

## Quinta edición (2007)

### Concursantes
| Concursantes        | Ocupación                                       | Clasificación   |
| ------------------- | ----------------------------------------------- | --------------- |
| Manuel Sarriá-      | Humorista, excomponente del Dúo Sacapuntas      | Ganador         |
| Carmen Janeiro      | Modelo                                          | 2.ª clasificada |
| Esther Arroyo       | Modelo, actriz y presentadora, Miss España 1990 | 3.ª clasificada |
| Jesús Álvarez       | Periodista                                      | 5.º eliminado   |
| Xavier Deltell-     | Humorista y actor                               | 4.º eliminado   |
| Julio Iglesias, Jr. | Cantante                                        | 3.er eliminado  |
| Victoria Vera       | Actriz                                          | 2.ª eliminada   |
| Toñi Salazar        | Cantante de Azúcar Moreno                       | 1.ª eliminada   |

### Galas
| Programa  | Día de emisión        | Espectadores | Cuota |
| --------- | --------------------- | ------------ | ----- |
| 1         | 15 de enero de 2007   | 3 473 000    | 20,9% |
| 2         | 22 de enero de 2007   | 3 500 000    | 20,0% |
| 3         | 29 de enero de 2007   | 3 396 000    | 20,6% |
| 4         | 5 de febrero de 2007  | 2 993 000    | 18,1% |
| 5         | 12 de febrero de 2007 | 3 328 000    | 20,4% |
| 6         | 19 de febrero de 2007 | 3 185 000    | 19,8% |
| 7         | 26 de febrero de 2007 | 3 219 000    | 20,2% |
| 8         | 5 de marzo de 2007    | 3 101 000    | 19,5% |
| 9         | 12 de marzo de 2007   | 2 969 000    | 18,4% |
| 10        | 19 de marzo de 2007   | 3 204 000    | 20,6% |
| 11        | 26 de marzo de 2007   | 3 279 000    | 19,2% |
| 12        | 2 de abril de 2007    | 3 128 000    | 19,9% |
| 13        | 9 de abril de 2007    | 3 238 000    | 19,6% |
| Semifinal | 16 de abril de 2007   | 3 218 000    | 19,8% |
| Final     | 23 de abril de 2007   | 3 580 000    | 22,6% |

## Sexta edición (2007)

### Concursantes
| Concursantes      | Ocupación                                     | Clasificación           |
| ----------------- | --------------------------------------------- | ----------------------- |
| Nani Gaitán-      | Modelo y presentadora de TV                   | Ganadora (50,5%)        |
| Serafín Zubiri-   | Cantante                                      | 2.º clasificado (49,5%) |
| Óscar Higares-    | Torero                                        | 3.er clasificado        |
| Álvaro Bultó-     | Deportista                                    | 5.º eliminado           |
| Michel Gurfi      | Actor                                         | 4.º eliminado           |
| Raquel Revuelta   | Modelo y presentadora de TV, Miss España 1989 | 3.ª eliminada           |
| María Luisa Merlo | Actriz                                        | 2.ª eliminada           |
| Ivonne Reyes      | Presentadora de TV, actriz y modelo           | 1.ª eliminada           |

### Galas
| Programa  | Día de emisión           | Espectadores | Cuota |
| --------- | ------------------------ | ------------ | ----- |
| 1         | 17 de septiembre de 2007 | 2 284 000    | 14,9% |
| 2         | 24 de septiembre de 2007 | 2 207 000    | 14,2% |
| 3         | 1 de octubre de 2007     | 2 522 000    | 15,9% |
| 4         | 8 de octubre de 2007     | 2 404 000    | 15,2% |
| 5         | 15 de octubre de 2007    | 2 466 000    | 15,2% |
| 6         | 22 de octubre de 2007    | 2 516 000    | 15,7% |
| 7         | 29 de octubre de 2007    | 2 537 000    | 16,1% |
| 8         | 5 de noviembre de 2007   | 2 207 000    | 13,7% |
| 9         | 12 de noviembre de 2007  | 2 467 000    | 16,0% |
| 10        | 19 de noviembre de 2007  | 2 449 000    | 15,1% |
| 11        | 26 de noviembre de 2007  | 2 555 000    | 15,7% |
| 12        | 3 de diciembre de 2007   | 2 297 000    | 14,5% |
| Semifinal | 10 de diciembre de 2007  | 2 546 000    | 15,9% |
| Final     | 17 de diciembre de 2007  | 2 908 000    | 17,9% |

Gala Nochevieja 2007: Artistas: David Bisbal, Chenoa, Andy y Lucas, Nek, Shaila Dúrcal y Quique Morales, Jarabe de Palo, David Bustamante, María Carrasco, Hugo Salazar, Greta, Las Supremas de Móstoles, María Isabel, Conchita, Melocos, Lorena Gómez y Paco Vegara, Soraya Arnelas, El Barrio, Natalia, Merche y Fernando Ramos, Arancha del Sol y Manuel Bandera, Raquel Navamuel, Boris Izaguirre, Pilar Rahola, Valerio Pino, Espido Freire, Marisa Porcel y Pepe Ruiz, Claudia Molina, Belinda Washington, Milene Domingues, Estela Giménez, Carmen Janeiro, Nani Gaitán, Felisuco, Manolo Sarria, Juan Salazar, Fernando Romay, Michel Gurfi, Álvaro Bultó, Álex Corretja, Dúo Dinámico, Xavier Sardá, Alaska, Samuel Eto'o, Eduardo Noriega, José Toledo, Laura Pausini, Elena Espinosa, Cristina Almeida y José Bono.
El 7 de enero de 2008 se emitió la llamada final de finales, que representaba la última gala del programa, eligiendo al mejor bailarín de entre casi todos los concursantes que habían participado en las seis ediciones. En dicha gala, se proclamó vencedora la cantante Rosa López, quien ganó también la tercera edición del programa.

## Séptima edición (2008-2009)

### Concursantes
| Concursantes          | Ocupación                 | Clasificación       |
| --------------------- | ------------------------- | ------------------- |
| Manuel Bandera        | Actor                     | Ganador             |
| Vicky Martín Berrocal | Diseñadora de moda        | 2.ª clasificada     |
| Elisabeth Reyes       | Modelo, Miss España 2006  | 3.ª clasificada     |
| José Ortega Cano      | Torero                    | 4.º eliminado       |
| Julio Salinas         | Exfutbolista              | 3.er eliminado      |
| Terelu Campos         | Presentadora y tertuliana | 2.ª eliminada       |
| Jorge Cadaval         | Humorista de Los Morancos | 1.er eliminado      |
| Ana Obregón           | Actriz y presentadora     | Abandono por lesión |

*Ana Obregón tuvo que abandonar el concurso por lesión.

### Estadísticas semanales
|           | Gala 1   | Gala 2   | Gala 3   | Gala 4   | Gala 5       | Gala 6   | Gala 7   | Gala 8   | Gala 9   | Gala 10  | Gala 11      | Gala 12  | Gala 13      | Gala 14   | Gala 15   | Gala 16   | Gala 17   | Final         |
| --------- | -------- | -------- | -------- | -------- | ------------ | -------- | -------- | -------- | -------- | -------- | ------------ | -------- | ------------ | --------- | --------- | --------- | --------- | ------------- |
| Manuel    | GANA 31% | No pasa  | GANA 47% | GANA 31% | No pasa      | GANA 30% | No pasa  | GANA 34% | No pasa  | GANA 45% | No pasa      | GANA 39% | GANA 32%     | Salvado   | Salvado   | Salvado   | Salvado   | Ganador       |
| Vicky     | No pasa  | No pasa  | No pasa  | 23%      | 26%          | 27%      | 28%      | 31%      | GANA 61% | 24%      | 13%          | No pasa  | No pasa      | Salvada   | Nominada  | Salvada   | Nominada  | 2.ª finalista |
| Elisabeth | No pasa  | 20%      | 16%      | No pasa  | No pasa      | No pasa  | No pasa  | 10%      | No pasa  | No pasa  | GANA 74%     | 16%      | No pasa      | Nominada  | Salvada   | Nominada  | Nominada  | 3.ª finalista |
| José      | 29%      | GANA 33% | No pasa  | No pasa  | No pasa      | No pasa  | 24%      | No pasa  | No pasa  | No pasa  | 8%           | No pasa  | No pasa      | Nominado  | Nominado  | Nominado  | Expulsado |               |
| Julio     | No pasa  | No pasa  | 19%      | 26%      | GANA 27%     | No pasa  | No pasa  | No pasa  | No pasa  | 9%       | No pasa      | 8%       | 10%          | Salvado   | Nominado  | Expulsado |           |               |
| Terelu    | No pasa  | 17%      | No pasa  | No pasa  | 22%          | 21%      | No pasa  | No pasa  | 15%      | No pasa  | 5%           | No pasa  | GANA 49%     | Nominada  | Expulsada |           |           |               |
| Jorge     | 18%      | No pasa  | 18%      | No pasa  | 25%          | 22%      | 18%      | No pasa  | 9%       | No pasa  | No pasa      | GANA 37% | 9%           | Expulsado |           |           |           |               |
| Ana       | 22%      | 30%      | No pasa  | 20%      | No participa | No pasa* | GANA 30% | 25%      | 15%      | 22%      | No participa | No pasa  | No participa | Abandono  |           |           |           |               |

*Ana Obregón es sustituida por César Cadaval en la gala.
     Ganador/a
     2.º Finalista
     3.º Finalista
     Vencedor/a de la gala.
     Segundo /a vencedor/a de la gala por turrones virginia.
     Pasa a la 2.ª fase por el jurado.
     No pasa a la 2.ª fase por el jurado.
     No participa en el programa por enfermedad.
     Salvado por el público.
     Abandono por enfermedad.
     Nominación definitiva.
     Expulsión definitiva.

### Galas
| Programa  | Día de emisión           | Espectadores | Cuota |
| --------- | ------------------------ | ------------ | ----- |
| 1         | 22 de septiembre de 2008 | 3 754 000    | 22,9% |
| 2         | 29 de septiembre de 2008 | 3 389 000    | 20,5% |
| 3         | 6 de octubre de 2008     | 3 244 000    | 20,4% |
| 4         | 13 de octubre de 2008    | 3 276 000    | 19,7% |
| 5         | 20 de octubre de 2008    | 3 230 000    | 19,8% |
| 6         | 27 de octubre de 2008    | 3 317 000    | 21,3% |
| 7         | 3 de noviembre de 2008   | 3 466 000    | 20,8% |
| 8         | 10 de noviembre de 2008  | 3 050 000    | 18,9% |
| 9         | 17 de noviembre de 2008  | 3 018 000    | 18,9% |
| 10        | 24 de noviembre de 2008  | 3 216 000    | 20,0% |
| 11        | 1 de diciembre de 2008   | 3 055 000    | 18,5% |
| 12        | 8 de diciembre de 2008   | 3 075 000    | 18,3% |
| 13        | 15 de diciembre de 2008  | 3 129 000    | 19,1% |
| 14        | 22 de diciembre de 2008  | 3 117 000    | 17,3% |
| 15        | 12 de enero de 2009      | 3 263 000    | 19,2% |
| 16        | 19 de enero de 2009      | 2 957 000    | 17,7% |
| 17        | 2 de febrero de 2009     | 3 086 000    | 18,3% |
| Semifinal | 9 de febrero de 2009     | 2 961 000    | 17,5% |
| Final     | 16 de febrero de 2009    | 3 575 000    | 22,0% |

| Gala Nochevieja 2008
| Nina, Manuel Bandera, Rubén Sanz y Melody, Asha Miró, Serafín Zubiri, Lorena Gómez y Chipper, Elisabeth Reyes, Aida Gómez, Manuel Carrasco, Terelu Campos, Alicia Senovilla y Ana García Lozano, Manolo Sarriá, Minerva Piquero y Óscar Rey, Andy y Lucas, Óscar Higares, Carla Hidalgo y Patxi Salinas, Nani Gaitán, Enric Company y Roberto Leal, El Arrebato, Guillermo Martín, Nuria Fergó y Ángel Llácer, Concursantes de Se llama Copla, Anne-Mette Rasmussen, Adriana Lavat y Carlos Baute y Marta Sánchez, Nena Daconte, Ana Obregón, Los Morancos y Carmen Ledesma, Amaia Montero, José Ortega Cano, Paloma Gómez Borrero e Isabel de Borbón, Carmen Sevilla, David Bustamante, Rosario Flores, Falete, Beatriz Luengo, Soraya Arnelas, Diana Navarro y José Luis Abajo, Vicky Martín Berrocal, Mireia Canalda y Mercé Llorens, Julio Salinas, Álvaro Bultó y Xavier Deltell.
Invitados: Elena Furiase, Jesús Bonilla, Ricardo Knosi, Fernando Romay, Florentino Fernández, Josema Yuste, Francisco García Lozano, Marc Márquez, Antonio Garrido, Jordi Hurtado, Lucrecia, Rafa Nadal, Carlos Sobera, Risto Mejide, Karlos Arguiñaño, Javier Gutiérrez, Raphael, Sergio Dalma, Jorge Sanz, Carles Puyol, David Villa, Xavi Hernández, Vicente del Bosque, Macarena Gómez, Álex O'Dogherty, Ana Blanco, Estopa, El Sevilla, Melocos, Boris Izaguirre, Pepe Sancho, Pepón Nieto, Iñaki Miramón, Ernesto Sevilla, Llum Barrera, Melani Olivares y Arturo Valls.

## Octava edición:¡Más que baile!(2010)
El programa pasa a emitirse en Telecinco bajo el nombre de ¡Más que baile! y con Pilar Rubio como presentadora.

### Concursantes
| Concursantes        | Ocupación                     | Clasificación         |
| ------------------- | ----------------------------- | --------------------- |
| Belén Esteban       | Personalidad mediática        | Ganadora (53%)        |
| Edurne              | Cantante y actriz             | 2.ª clasificada (47%) |
| Víctor Janeiro      | Torero                        | 3.er clasificado      |
| Carmen Lomana       | Empresaria y socialité        | 5.ª eliminada         |
| El Sevilla          | Vocalista de Mojinos Escozíos | 4.ª eliminado         |
| Helen Lindes        | Modelo, Miss España 2000      | 3.ª eliminada         |
| Juan García Postigo | Modelo, Míster Mundo 2007     | 2.º eliminado         |
| Miguel Ángel Nadal  | Exfutbolista                  | 1.er eliminado        |

### Estadísticas semanales
|              | Gala 1   | Gala 2   | Gala 3   | Gala 4   | Gala 5    | Gala 6   | Gala 7   | Gala 8   | Gala 9   | Gala 10   | Gala 11   | Gala 12   | Gala 13   | Gala 14   | Final          |
| ------------ | -------- | -------- | -------- | -------- | --------- | -------- | -------- | -------- | -------- | --------- | --------- | --------- | --------- | --------- | -------------- |
| Belén        | No pasa  | GANA 39% | No pasa  | No pasa  | No pasa*  | No pasa  | GANA 33% | No pasa  | No pasa  | Salvada   | Salvada   | Salvada   | Salvada   | Salvada   | Ganadora       |
| Edurne       | GANA 33% | 28%      | 33%      | No pasa  | 28%       | 30%      | 20%      | 30%      | 27%      | Salvada   | Nominada  | Nominada  | Salvada   | Nominada  | 2.ª finalista  |
| Víctor       | No pasa  | No pasa  | 18%      | GANA 34% | No pasa   | No pasa  | 29%      | 20%      | 19%      | Salvado   | Nominado  | Salvado   | Nominado  | Nominado  | 3.er finalista |
| Carmen       | 31%      | No pasa  | No pasa  | No pasa  | GANA 34%* | GANA 32% | No pasa  | No pasa  | No pasa  | Salvada   | Salvada   | Nominada  | Nominada  | Expulsada |                |
| El Sevilla   | 19%      | 20%      | GANA 38% | 31%      | 22%       | No pasa  | 18%      | No pasa  | 19%      | Nominado  | Nominado  | Nominado  | Expulsado |           |                |
| Helen        | No pasa  | 13%      | No pasa  | No pasa  | 16%       | 20%      | No pasa  | GANA 34% | No pasa  | Nominada  | Salvada   | Expulsada |           |           |                |
| Juan         | No pasa  | No pasa  | 12%      | 25%      | No pasa   | 18%      | No pasa  | 16%      | No pasa  | Nominado  | Expulsado |           |           |           |                |
| Miguel Ángel | 17%      | No pasa  | No pasa  | 10%      | No pasa   | No pasa  | No pasa  | No pasa  | GANA 35% | Expulsado |           |           |           |           |                |

* En la quinta gala, Belén Esteban y Carmen Lomana empataron en votos del jurado, pero solo 1 podía pasar a la 2.ª fase, así que Belén decidió ceder el paso a Carmen.
     Ganador/a
     2.°Finalista
     3.°Finalista
     Vencedor/a de la gala.
     Pasa a la 2.ª fase por el jurado.
     No pasa a la 2.ª fase por el jurado.
     Salvado por el público.
     Nominado pero salvado por el jurado.
     Nominación definitiva.
     Expulsión definitiva.

### Galas
| Programa  | Día de emisión        | Espectadores | Cuota |
| --------- | --------------------- | ------------ | ----- |
| 1         | 10 de febrero de 2010 | 3 573 000    | 21,1% |
| 2         | 17 de febrero de 2010 | 3 195 000    | 18,3% |
| 3         | 24 de febrero de 2010 | 2 856 000    | 16,9% |
| 4         | 3 de marzo de 2010    | 2 797 000    | 17,9% |
| 5         | 10 de marzo de 2010   | 2 923 000    | 18,8% |
| 6         | 17 de marzo de 2010   | 2 746 000    | 17,7% |
| 7         | 24 de marzo de 2010   | 2 366 000    | 14,7% |
| 8         | 31 de marzo de 2010   | 2 381 000    | 16,5% |
| 9         | 7 de abril de 2010    | 2 763 000    | 17,6% |
| 10        | 14 de abril de 2010   | 2 711 000    | 16,3% |
| 11        | 21 de abril de 2010   | 2 808 000    | 18,1% |
| 12        | 28 de abril de 2010   | 2 961 000    | 18,5% |
| 13        | 4 de mayo de 2010     | 3 179 000    | 17,4% |
| Semifinal | 11 de mayo de 2010    | 2 796 000    | 16,0% |
| Final     | 18 de mayo de 2010    | 2 933 000    | 17,7% |

## Novena edición (2014)
El programa pasa a emitirse de nuevo en La 1 recuperando el nombre original ¡Mira quién baila! y con Jaime Cantizano como presentador. Cabe destacar que en esta edición la banda elegida fue la del programa Uno de los nuestros, emitido en La 1 y producido también por Gestmusic.

### Concursantes
| Concursantes           | Ocupación                                       | Clasificación  |
| ---------------------- | ----------------------------------------------- | -------------- |
| Miguel Abellán         | Torero                                          | Ganador        |
| Felipe López           | Nadador                                         | 2.º finalista  |
| Adriana Abenia         | Reportera de TV                                 | 3.ª finalista  |
| Corina Randazzo        | Actriz, protagonista de Un príncipe para Corina | 4.ª finalista  |
| Fernando Albizu        | Actor                                           | 4.º eliminado  |
| Colate Vallejo- Nágera | Empresario                                      | 3.er eliminado |
| Marina Danko           | Exmujer de Palomo Linares                       | 2.ª eliminada  |
| Maribel Gil            | Concursante de MasterChef                       | 1.ª eliminada  |

### Estadísticas semanales
|          | Gala 1   | Gala 2   | Gala 3   | Gala 4   | Gala 5   | Gala 6   | Gala 7   | Gala 8   | Gala 9        | Gala 10                                                                            | Gala 11       | Gala 12       | Final               |
| -------- | -------- | -------- | -------- | -------- | -------- | -------- | -------- | -------- | ------------- | ---------------------------------------------------------------------------------- | ------------- | ------------- | ------------------- |
| Miguel   | No pasa  | GANA 48% | No pasa  | GANA 30% |          | No pasa  | No pasa  |          | Salvado       | Nominado                                                                           | Nominado 30%  | Nominado*     | Ganador (51%)       |
| Felipe   | 20%      | 28%      | 29%      | No pasa  |          | GANA 68% | No pasa  | No pasa  | Salvado       | Salvado                                                                            | Nominado      | Nominado 37%  | 2.º finalista (49%) |
| Adriana  | No pasa  | No pasa  | 20%      | 23%      | GANA 28% | No pasa  |          | No pasa  | Nominada      | Nominada 52%                                                                       | Nominada 48%  | Nominada 39%  | 3.ª finalista (32%) |
| Corina   | 14%      | 13%      | No pasa  | 28%      | No pasa  |          | GANA 37% | GANA 53% | Salvada       | Salvada                                                                            | Salvada       | Salvada       | 4.ª finalista (20%) |
| Fernando | GANA 45% | No pasa  | 19%      | 19%      | No pasa  |          | No pasa  |          | Salvado       | Salvado                                                                            | Salvado       | Expulsado 24% |                     |
| Colate   | No pasa  | No pasa  | GANA 32% | No pasa  | No pasa  |          | No pasa  | No pasa  | Nominado 42%  | Nominado 27%                                                                       | Expulsado 21% |               |                     |
| Marina   | No pasa  | 11%      | No pasa  | No pasa  | *        | No pasa  |          |          | Nominada 35%  | style="background:red"\| Expulsada 21% \|\| style="background:gray;" colspan="3"\| |               |               |                     |
| Maribel  | 21%      | No pasa  | No pasa  | No pasa  | *        | No pasa  |          | No pasa  | Expulsada 23% |                                                                                    |               |               |                     |

* En la Gala 5 el jurado decidió que tanto Maribel como Marina pasasen a la fase final.
* En la Gala 12, Maribel, Colate y Marina decidieron que Miguel Abellán pasará a la final.
     Ganador/a
     2.ºFinalista
     3.ºFinalista
     4.ºFinalista
     Vencedor/a de la gala.
     Pasa a la 2.ª fase por el jurado.
     No pasa a la 2.ª fase por el jurado.
     Salvado por el jurado.
     Nominado pero salvado por el jurado.
     Nominación definitiva.
     Expulsión definitiva.

### Galas
| Programa | Día de emisión        | Espectadores | Cuota |
| -------- | --------------------- | ------------ | ----- |
| 1        | 27 de enero de 2014   | 2 941 000    | 15,3% |
| 2        | 3 de febrero de 2014  | 2 733 000    | 15,5% |
| 3        | 10 de febrero de 2014 | 2 411 000    | 13,7% |
| 4        | 17 de febrero de 2014 | 1 797 000    | 10,6% |
| 5        | 24 de febrero de 2014 | 1 840 000    | 11,0% |
| 6        | 3 de marzo de 2014    | 1 915 000    | 12,6% |
| 7        | 10 de marzo de 2014   | 1 772 000    | 12,1% |
| 8        | 17 de marzo de 2014   | 1 461 000    | 9,8%  |
| 9        | 24 de marzo de 2014   | 1 378 000    | 9,2%  |
| 10       | 31 de marzo de 2014   | 1 485 000    | 9,6%  |
| 11       | 7 de abril de 2014    | 1 530 000    | 10,1% |
| 12       | 14 de abril de 2014   | 1 241 000    | 8,5%  |
| Final    | 21 de abril de 2014   | 1 661 000    | 11,1% |

## Especiales

### Edición sobre hielo (2005)
Los concursantes de la segunda edición de "Mira quién baila" pudieron descansar durante la Navidad; durante esas dos semanas se emitió una edición especial del concurso en la que la pista de baile se sustituía por una pista de hielo.
| Concursantes               | Ocupación                    | Clasificación  |
| -------------------------- | ---------------------------- | -------------- |
| Emma Ozores                | Actriz                       | Ganadora       |
| Miguel de Miguel           | Actor                        | 2.º finalista  |
| Isaac Vidjrakou            | Míster España 2002           | 3.er finalista |
| Aarón Guerrero             | Actor                        | Eliminados     |
| Alejandra Prat             | Presentadora de televisión   | Eliminados     |
| Blanca Fernández Ochoa (†) | Medallista olímpica de Esquí | Eliminados     |

## Palmarés de¡Mira quién baila!
| Edición              | Fecha     | Cadena    | Ganador/a      | Segundo/a finalista   | Tercer/a finalista |
| -------------------- | --------- | --------- | -------------- | --------------------- | ------------------ |
| ¡Mira quién baila! 1 | 2005      | La 1      | Claudia Molina | María del Monte       | Àlex Casademunt    |
| ¡Mira quién baila! 2 | 2005-2006 | La 1      | David Civera   | Pablo Martín          | Belinda Washington |
| ¡Mira quién baila! 3 | 2006      | La 1      | Rosa López     | Milene Domingues      | David Meca         |
| ¡Mira quién baila! 4 | 2006      | La 1      | Estela Giménez | Juan Alfonso Baptista | Guillermo Martín   |
| ¡Mira quién baila! 5 | 2007      | La 1      | Manuel Sarriá  | Carmen Janeiro        | Esther Arroyo      |
| ¡Mira quién baila! 6 | 2007      | La 1      | Nani Gaitán    | Serafín Zubiri        | Óscar Higares      |
| ¡Mira quién baila! 7 | 2008-2009 | La 1      | Manuel Bandera | Vicky Martín Berrocal | Elisabeth Reyes    |
| ¡Más que baile! 8    | 2010      | Telecinco | Belén Esteban  | Edurne García         | Víctor Janeiro     |
| ¡Mira quién baila! 9 | 2014      | La 1      | Miguel Abellán | Felipe López          | Adriana Abenia     |

### Especiales
| Edición                        | Fecha | Cadena | Ganadora    | Segundo finalista | Tercer finalista |
| ------------------------------ | ----- | ------ | ----------- | ----------------- | ---------------- |
| ¡Mira Quién Baila Sobre Hielo! | 2005  | La 1   | Emma Ozores | Miguel de Miguel  | Isaac Vidjrakou  |

## Audiencia media de todas las ediciones
Estas han sido las audiencias de las ediciones del programa ¡Mira quién baila! / ¡Más que baile!.
| Edición                              | Fecha     | Cadena    | Espectadores | Cuota de pantalla |
| ------------------------------------ | --------- | --------- | ------------ | ----------------- |
| '¡Mira quién baila!: Primera edición | 2005      | La 1      | 4.259.000    | 27,9%             |
| ¡Mira quién baila!: Segunda edición  | 2005-2006 | La 1      | 4.320.000    | 25,7%             |
| ¡Mira quién baila!: Tercera edición  | 2006      | La 1      | 4.023.000    | 25,6%             |
| ¡Mira quién baila!: Cuarta edición   | 2006      | La 1      | 3.401.000    | 22,3%             |
| ¡Mira quién baila!: Quinta edición   | 2007      | La 1      | 3.247.000    | 20%               |
| ¡Mira quién baila!: Sexta edición    | 2007      | La 1      | 2.501.000    | 16,2%             |
| ¡Mira quién baila!: Séptima edición  | 2008-2009 | La 1      | 3.216.000    | 19,5%             |
| ¡Más qué baile!: Octava edición      | 2010      | Telecinco | 2.866.000    | 17,6 %            |
| ¡Mira quién baila!: Novena edición   | 2014      | La 1      | 1.822.000    | 11,5%             |

## Premios y nominaciones
- Premio TP de Oro 2005 al Mejor Concurso-Reality → Ganador
- Premio TP de Oro 2005 a la Mejor Presentadora para Anne Igartiburu → Nominada
- Premio ATV 2005 a la Mejor Comunicadora de Programas de Entretenimiento para Anne Igartiburu → Nominada
- Premio Antena de Oro 2005 de Televisión para Anne Igartiburu → Ganador